# Aeroport de Ben Slimane
L'aeroport de Ben Slimane (àrab فرودگاه بن اسلیمان) (codi IATA: GMD, codi OACI: GMMB) és un aeroport que es troba a 8 kilòmetres al nord-oest de la ciutat de Benslimane, una ciutat de la regió de Casablanca-Settat al Marroc.

## Instal·lacions
L'aeroport es troba en una elevació de 627 peus (191 m) per sobre del nivell mitjà del mar. Disposa d'una pista d'aterratge designada 14/32 amb una superfície d'asfalt d'una superfície de 3,074 per 46 metres (10,085 × 151 ft).